# Nerita
Nerita is een geslacht van weekdieren uit de familie Neritidae.

## Soorten
- Nerita adenensis Mienis, 1978
- Nerita albicilla Linnaeus, 1758
- Nerita amoena (Gould, 1847)
- Nerita amplisulcata Macsotay & Villarroel, 2001
- Nerita antiquata Récluz, 1841
- Nerita apiata Récluz, 1843
- Nerita argus Récluz, 1841
- Nerita articulata Gould, 1847
- Nerita ascensionis Gmelin, 1791
- Nerita asperulata Récluz, 1843
- Nerita aterrima Gmelin, 1791
- Nerita atramentosa Reeve, 1855
- Nerita avellana Récluz, 1842
- Nerita balteata Reeve, 1855
- Nerita bicolor Récluz, 1843
- Nerita birmanica
- Nerita bisecta Reeve, 1855
- Nerita bruguierei Récluz, 1841
- Nerita chamaeleon Linnaeus, 1758
- Nerita chemnitzii Récluz, 1841
- Nerita chrysostoma Récluz, 1841
- Nerita corrosula Récluz, 1842
- Nerita costata Gmelin, 1791
- Nerita dacostae Récluz, 1844
- Nerita debilis Dufo
- Nerita doreyana Quoy & Gaimard, 1835
- Nerita erythrostoma Eichhorst & Neville, 2004
- Nerita exuvia Linnaeus, 1758
- Nerita filosa Reeve, 1855
- Nerita forskali Récluz, 1841
- Nerita fragum Reeve, 1855
- Nerita fulgurans Gmelin, 1791
- Nerita funiculata Menke, 1851
- Nerita grayana Récluz, 1844
- Nerita grossa Linnaeus, 1758
- Nerita helicinoides Reeve, 1855
- Nerita incerta Von dem Busch in Philippi, 1844
- Nerita insculpta Récluz, 1841
- Nerita japonica Dunker, 1860
- Nerita lirellata Rehder, 1980
- Nerita litterata Gmelin, 1791
- Nerita longii Récluz, 1842
- Nerita luteonigra Dekker, 2000
- Nerita marinduquenensis Vallejo, 2000
- Nerita maura Récluz, 1842
- Nerita maxima Gmelin, 1791
- Nerita melanotragus E.A. Smith, 1884
- Nerita menkeana Récluz, 1842
- Nerita morio Sowerby, 1833
- Nerita neritopsoides Reeve, 1855
- Nerita nigrita Röding, 1798
- Nerita ocellata Le Guillou, 1841
- Nerita olivaria Le Guillou, 1841
- Nerita orbignyana Récluz, 1841
- Nerita oryzarum Récluz, 1841
- Nerita panayana Récluz, 1843
- Nerita panayensis Récluz, 1844
- Nerita patula Récluz, 1841
- Nerita peloronta Linnaeus, 1758
- Nerita pfeifferiana Récluz, 1843
- Nerita phasiana Récluz, 1842
- Nerita picea Récluz, 1841
- Nerita planospira Anton, 1839
- Nerita plicata Linnaeus, 1758
- Nerita polita Linnaeus, 1758
  - Nerita polita antiquata Récluz, 1841
  - Nerita polita polita Linnaeus, 1758
  - Nerita polita rumphii Récluz, 1841
- Nerita quadricolor Gmelin, 1791
- Nerita radiata Récluz, 1841
- Nerita sanguinolenta Menke, 1829
- Nerita sayana Récluz, 1844
- Nerita scabricosta Lamarck, 1822
  - Nerita scabricosta ornata Sowerby, 1833
  - Nerita scabricosta scabricosta Lamarck, 1822
- Nerita semirugosa Récluz, 1841
- Nerita senegalensis Gmelin, 1791
- Nerita signata Lamarck, 1822
- Nerita souleyetana Récluz, 1842
- Nerita squamulata Le Guillou, 1841
- Nerita succinea Récluz, 1841
- Nerita tenebrosa Récluz, 1842
- Nerita tessellata Gmelin, 1791
- Nerita textilis Gmelin, 1791
- Nerita trifasciata Le Guillou, 1841
- Nerita tristis Pilsbry, 1901
- Nerita umlaasiana Krauss, 1848
- Nerita undata Linnaeus, 1758
  - Nerita undata quadricolor
  - Nerita undata spengleriana Recluz, 1844
  - Nerita undata undata Linnaeus, 1758
- Nerita undulata Gmelin, 1791
- Nerita versicolor Gmelin, 1791
- Nerita yoldii Récluz, 1841